# Hinayana

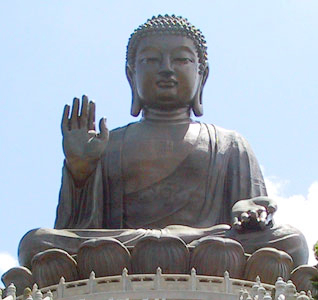
Buda

Hinayana és una branca del budisme que significa literalment "el Petit Vehicle" per oposició al mahayana "el Gran Vehicle". Sovint, es fa servir el terme hinayana com a sinònim de theravada.